# Центр по приёму беженцев на Лампедузе

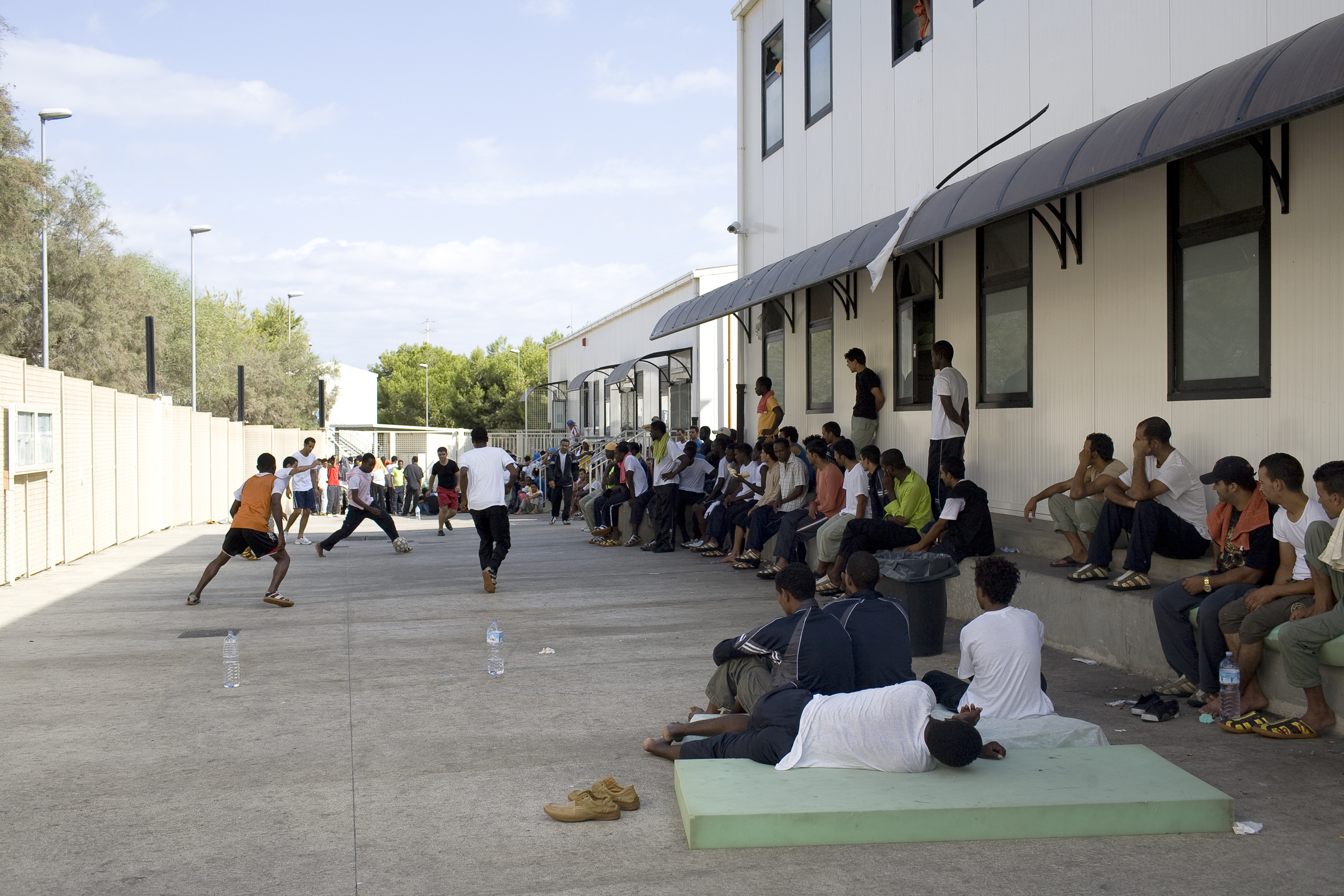
Нелегальные мигранты из Африки в центре приема беженцев на Лампедузе

Центр по приему беженцев на острове Лампедуза, официально Reception Center (CDA) of Lampedusa, работает с 1998 года, когда итальянский остров Лампедуза стал главным европейским местом прибытия нелегальных иммигрантов из Африки. Центр изначально должен был вмещать 801 человека, однако беженцев, прибывающих на лодках из разных частей Африки оказалось гораздо больше, и в настоящее время он переполнен.

## История
Начиная с 2000-х годов, когда начался Европейский миграционный кризис, Лампедуза стала главным транзитным пунктом для желающих попасть в Европу мигрантов из Африки, Ближнего Востока и Азии. В 2004 правительство Италии и Ливии заключило тайное соглашение, которое обязывало Ливию принимать обратно людей, депортированных с итальянских территорий. Это привело к массовому возвращению людей из Лампедузы на родину в период между 2004 и 2005 годом без вмешательства Европейского парламента.
До 2006 множество иммигрантов платили контрабандистам, чтобы те помогли им перебраться из Ливии в Лампедузу на лодках. По прибытии они были перенаправлены в итальянские центры приема беженцев на континенте. Многих затем отпустили, поскольку ордеры на депортацию поступали не всегда.
В 2009 центр был настолько переполнен, что условия проживания беженцев были подвергнуты критике со стороны НАТО. Центр, который изначался должен был вмещать максимум 850 человек, на деле стал прибежищем для двух тысяч иммигрантов, прибывших на лодках. Многим приходилось спать на улице под навесами. 19 февраля 2009 года во время бунта содержавшихся в центре людей начался пожар, уничтоживший часть здания. Большая часть беженцев прибывала из Ганы, Мали, Нигерии и работала нелегально как сезонные разнорабочие на фермах.
В 2011 в Лампедузу прибыло еще больше мигрантов. Тогда начались Арабская весна, революция в Тунисе и Гражданская война в Ливии. К маю 2011 года более 35 000 человек прибыло на остров из Туниса и Ливии. К концу августа прибыло еще 48 000 людей. Большую часть беженцев составляли молодые мужчины в возрасте от двадцати до тридцати лет. Данная ситуация вызывала волну дискуссий в Европейском союзе. Французское правительство считало, что итальянские власти не в состоянии отличать экономических мигрантов от беженцев, которые бегут от войны и политически преследуются режимом. Посол Ливии в Италии сообщил, что Каддафи держит мигрантов под контролем и использует их для достижения своих целей — «Он хочет сделать Лампедузу черной от африканцев».
В октябре 2013 центр принял выживших в кораблекрушении иммигрантов, направлявшихся в ЕС из Эритреи, Сомали и других стран. Корабль перевернулся вдали у берега, что привело к гибели по крайней мере 300 людей.
В 2014 в Италию по морю прибыло 170 000 мигрантов, что было на 296 % больше, чем в 2013. 141 484 человека путешествовало из Ливии. Многие беженцы прибывали из Сирии, Эритреи и прочих стран в Западной Африке.

## References
1. ↑  Refugee crisis on Lampedusa. Дата обращения: 23 сентября 2016. Архивировано 29 апреля 2016 года.
2. ↑  Архивированная копия. Дата обращения: 7 августа 2014. Архивировано 1 марта 2014 года.
3. ↑  European Parliament resolution on Lampedusa Архивная копия от 1 марта 2017 на Wayback Machine, 14 April 2005
4. ↑  Salvatore Coluccello, Simon Massey. Out of Africa: The human trade between Libya and Lampedusa (англ.) // Trends Organ Crim : journal. — 2007. — 9 October (vol. 10, no. 4). — P. 77—90. — doi:10.1007/s12117-007-9020-y. Архивировано 21 сентября 2017 года.
5. ↑  Bitter harvest Архивная копия от 11 сентября 2019 на Wayback Machine, The Guardian, 19 December 2006
6. ↑  Refugees, United Nations High Commissioner for. News. Дата обращения: 23 сентября 2016. Архивировано 8 ноября 2016 года.
7. ↑  Assistance For Illegal Migrant Workers in Italy. Médecins Sans Frontières. 23 января 2009. Архивировано из оригинала 21 июня 2010. Дата обращения: 10 октября 2013.
8. ↑  Reid, Sue (4 апреля 2011). Special dispatch: Gaddafi's diaspora and the Libyans overwhelming an Italian island who are threatening to come here. Daily Mail. London. Архивировано 19 марта 2017. Дата обращения: 8 июля 2017.
9. ↑  Hundreds more migrants reach Italy from Africa. Reuters. 14 мая 2011. Архивировано 7 сентября 2020. Дата обращения: 8 июля 2017.
10. 1 2  Gaddafi planned to turn Italian island into migrant hell. Дата обращения: 23 сентября 2016. Архивировано 27 сентября 2016 года.
11. ↑  Guterres, António (9 мая 2011). Look Who's Coming to Europe. The New York Times. Архивировано 21 сентября 2017. Дата обращения: 8 июля 2017.
12. ↑  Nicholas Farrell. Welcome to Italy: this is what a real immigration crisis looks like (англ.). The Spectator (20 июня 2015). Дата обращения: 9 июля 2017. Архивировано 7 июля 2017 года.
13. ↑  Lampedusa disaster: Europe's migrant dilemma. BBC News. 4 октября 2013. Архивировано 8 октября 2013. Дата обращения: 9 октября 2013.
14. ↑  Analisi: Paolo Gentiloni. Pagella Politica. 22 февраля 2015. Архивировано 21 сентября 2015. Дата обращения: 8 июля 2017.